# Karditsa
Karditsa (en griego moderno Καρδίτσα, Kardítsa) es una ciudad de Tesalia, en Grecia capital de la unidad periférica de Karditsa (Περιφερειακή Ενότητα Καρδίτσας). 
La región donde se levanta actualmente la ciudad ha sido habitada por el hombre desde el 9000 a. C. aproximadamente. Karditza está conectada por carretera con la autopista Atenas-Tesalónica (GR-30), con Karpenisi, con Larisa y con Palamas. Karditza se encuentra al suroeste de Palamas y Larisa, al este de Farsalo y de la región de Volos. Karditza dispone de colegios, institutos, el Departamento de Veterinaria de la Universidad de Tesalia, iglesias, bancos, una oficina de correos y una estación de ferrocarril perteneciente a la línea Trikala - Karditsa - Domokos. Karditza está dotada asimismo de una extensa red de carriles-bici: aproximadamente más del 30% de todo el transporte interurbano, según la Universidad de Atenas, se realiza en bicicleta.

## Historia
Karditza fue la primera ciudad europea en ser liberada de la ocupación nazi. La campaña de Tesalia fue desarrollada por el ELAS (Ελληνικός Λαϊκός Απελευθερωτικός Στρατός), el brazo militar del Frente Nacional de Liberación (EAM), de tendencia izquierdista.

## Subdivisiones
La unidad municipal de Karditsa se divide en seis comunidades locales:
- Karditsa
- Karditsomagoula
- Artesiano
- Palioklissi
- Agiopigi
- Rousso

## Población
| Año  | Población | Cambio         |
| ---- | --------- | -------------- |
| 1981 | 27,532    | -              |
| 1991 | 30,067    | +2,535/+9.21%  |
| 2001 | 37,768    | +7,701/+25.61% |

## Equipos de la ciudad
- Anagennisi Karditsa (Fútbol)
- AO Karditsa (Fútbol)
- Asteras Karditsa (Fútbol)
- SPA Karditsa (Voleyból)

## Personas destacadas
- Irini Karra (1986) modelo